# Proto-créole
 (avril 2023).
La mise en forme du texte ne suit pas les recommandations de Wikipédia : il faut le « wikifier ».
Les points d'amélioration suivants sont les cas les plus fréquents :
- Les titres sont pré-formatés par le logiciel. Ils ne sont ni en capitales, ni en gras.
- Le texte ne doit pas être écrit en capitales (les noms de famille non plus), ni en gras, ni en italique, ni en « petit »…
- Le gras n'est utilisé que pour surligner le titre de l'article dans l'introduction, une seule fois.
- L'italique est rarement utilisé : mots en langue étrangère, titres d'œuvres, noms de bateaux, etc.
- Les citations ne sont pas en italique mais en corps de texte normal. Elles sont entourées par des guillemets français : « et ».
- Les listes à puces sont à éviter, des paragraphes rédigés étant largement préférés. Les tableaux sont à réserver à la présentation de données structurées (résultats, etc.).
- Les appels de note de bas de page (petits chiffres en exposant, introduits par l'outil «  Source ») sont à placer entre la fin de phrase et le point final[comme ça].
- Les liens internes (vers d'autres articles de Wikipédia) sont à choisir avec parcimonie. Créez des liens vers des articles approfondissant le sujet. Les termes génériques sans rapport avec le sujet sont à éviter, ainsi que les répétitions de liens vers un même terme.
- Les liens externes sont à placer uniquement dans une section « Liens externes », à la fin de l'article. Ces liens sont à choisir avec parcimonie suivant les règles définies. Si un lien sert de source à l'article, son insertion dans le texte est à faire par les notes de bas de page.
- La présentation des références doit suivre les conventions bibliographiques. Il est recommandé d'utiliser les modèles {{Ouvrage}}, {{Chapitre}}, {{Article}}, {{Lien web}} et/ou {{Bibliographie}}. Le mode d'édition visuel peut mettre en forme automatiquement les références.
- Insérer une infobox (cadre d'informations à droite) n'est pas obligatoire pour parachever la mise en page.

Pour une aide détaillée, merci de consulter Aide:Wikification.
Si vous pensez que ces points ont été résolus, vous pouvez retirer ce bandeau et améliorer la mise en forme d'un autre article.
Le terme proto-créole désigne le moment de formation de langues créoles dans un stade où elles existent et sont bien des créoles, c'est-à-dire langues parlées de manière native et maternelle par ces locuteurs mais sans être arrivée au stade moderne et se situerait entre le XVIe et le XIXe siècle, en retrouve cette notion aussi bien sur le continent américain qu'en Afrique, via des études sur les créoles caribéens et de l'océan indien. On retrouve aux Antilles l'utilisation de mots qui ne sont plus considérés comme antillais de nos jours comme les "mo" et le "to",,,
Partout où des langues créoles sont nées il y a eu un moment de formation de ces langues avant qu'elles se stabilisent, cela ne concerne pas que les créoles à bases françaises. On pourrait les classer selon la base lexicale européenne mais aussi par région. Proto-créole caribéen, incluant les phénomènes de créolisation de l'anglais, du Français, de l'espagnol et toutes les langues qui se trouvent dans cette zone géographique. Tout comme on pourrait parler des proto créoles portugais relient le papiamento antillais au cap-verdien africain, le créole réunionnais africain et créole haïtien antillais si on parle de la sphère coloniale française. 